# Gippsicola
Gippsicola là một chi nhện trong họ Segestriidae.

## Các loài
- Gippsicola lineata Giroti & Brescovit, 2017
- Gippsicola minuta Giroti & Brescovit, 2017
- Gippsicola raleighi Hogg, 1900
- Gippsicola robusta Giroti & Brescovit, 2017